# ゴットフリート2世 (下ロートリンゲン公)
ゴットフリート2世（ドイツ語：Gottfried II., 965年ごろ - 1023年9月26日）は、ヴェルダン伯ゴットフリート1世とマティルデ・フォン・ザクセン（ザクセン公ヘルマン・ビルングの娘）の息子。1012年にローマ王ハインリヒ2世により下ロートリンゲン公に任じられたが、これは神聖ローマ帝国の西側をフランスから守るための政策の一環であった。
ゴットフリート2世は下ロートリンゲンではなく上ロートリンゲンの出身であったため、下ロートリンゲンの貴族の利益でなく王の利益のために専念することができ、帝国の敵となりうる相手に対し様々な遠征をおこなった。弟ブラバントガウ伯ヘルマンとともに、1015年のフロレンヌの戦いにおいてレニエ家（エノー伯およびルーヴァン伯）と、1018年のフラールディンゲンの戦いにおいてはホラント伯と戦った。
1023年9月26日にゴットフリート2世は嗣子なく死去し、弟ゴツェロ1世が下ロートリンゲン公位を継承した。